# Guettarda heterosepala
Guettarda heterosepala là một loài thực vật có hoa trong họ Thiến thảo. Loài này được Guillaumin mô tả khoa học đầu tiên năm 1944.